# Captain Jack
A Captain Jack egy német eurodance duó. Legismertebb slágereik: a Captain Jack, a Drill Instructor, a Soldier, Soldier és az újabbak közül az Iko Iko.

## Biográfia
Tagjai 2000-től Francisco Alejandro Gutierrez (művésznevén: Franky Gee), és a Sunny. Az eredeti női énekes, a csapat debütálása (1995) óta Liza Da Costa, helyébe 1999-ben Maria Lucia "Maloy" Lozanes lépett akit Ilka-Anna-Antonia Traue (művésznevén: Illi Love) váltott 2001-ben.
Captain Jack zene (és Franky Gee személyisége), stilizált, mint egyfajta katonai kiképzés. Franky megjelenésére is a katonaság nyomta rá a bélyegét: egy katonai egyenruha, piros kalappal, amely később a védjegye lett. Ő választotta ez a stílust, mert korábban az Egyesült Államok hadseregében szolgált. Miután leszerelt Franky Németországban maradt, ahol utoljára állomásozott és Westside néven elkezdte építeni karrierjét.
A duó 19 arany és platina lemezzel büszkélkedhet egész Európában. Franky 2005. október 17-én agyvérzést kapott Spanyolországban, majd öt nappal később október 22-én meghalt.
A Captain Jack duó a közelmúltban újjáéledt, egy új felállással. A jelenlegi együttes nagyon eltér az eredeti Captain Jacktől.

## Diszkográfia

### Stúdió albumok
| Év   | Album | Csúcshelyezések | Csúcshelyezések | Csúcshelyezések | Csúcshelyezések | Csúcshelyezések | Csúcshelyezések | Csúcshelyezések | Minősítés                                                 |
| Év   | Album | GER             | AUT             | BEL (FLA)       | FIN             | NET             | NOR             | SWI             | Minősítés                                                 |
| ---- | --- | --------------- | --------------- | --------------- | --------------- | --------------- | --------------- | --------------- | --------------------------------------------------------- |
| 1996 | The Mission - Megjelent: 1996. március 25 - Kiadó: EMI Electrola - Formátum: kazetta, CD                          | 11              | 27              | 48              | 3               | 2               | 8               | 22              | - GER: Arany - NLD: Platina - FIN: Platina - POL: Platina |
| 1997 | Operation Dance - Megjelent: 1997. március 26 - Kiadó: EMI Electrola - Formátum: kazetta, CD                      | 47              | 37              | -               | 10              | 21              | 21              | -               | - FIN: Arany                                              |
| 1999 | The Captain's Revenge - Megjelent: 1999. július 19. - Kiadó: Marlboro - Formátum: kazetta, CD                     | -               | -               | -               | -               | -               | -               | -               |                                                           |
| 2001 | Top Secret - Megjelent: 2001. október 8. - Kiadó: E-Park - Formátum: kazetta, CD                                  | -               | -               | -               | -               | -               | -               | -               |                                                           |
| 2003 | Party Warrior - Megjelent: 2003. február 24. - Kiadó: Akropolis - Formátum: kazetta, CD                           | -               | -               | -               | -               | -               | -               | -               |                                                           |
| 2003 | Cafe Cubar - Megjelent: 2003. szeptember 1. - Kiadó: Da Records (DA Music) - Formátum: kazetta, CD                | -               | -               | -               | -               | -               | -               | -               |                                                           |
| 2004 | Music Instructor - Megjelent: 2004. november 1. - Kiadó: Da Records (DA Music) - Formátum: kazetta, CD            | -               | -               | -               | -               | -               | -               | -               |                                                           |
| 2008 | Music Instructor - Megjelent: 2008. július 4. - Kiadó: Dancestret/Silverstar/Rockup (ZYX) - Formátum: kazetta, CD | -               | -               | -               | -               | -               | -               | -               |                                                           |
| 2008 | Captain Jack is Back - Megjelent: 2008. november 21. - Kiadó: A45 - Formátum: kazetta, CD                         | -               | -               | -               | -               | -               | -               | -               |                                                           |
| 2010 | Best Of Acoustic - Megjelent: 6 November 2010. november 6. - Kiadó: unknown - Formátum: CD                        | -               | -               | -               | -               | -               | -               | -               |                                                           |
| 2010 | Back to the Dancefloor - Megjelent: 2010 - Kiadó: ismeretlen - Formátum: CD                                       | -               | -               | -               | -               | -               | -               | -               |                                                           |

### Kislemezek
| Év   | Cím                                                 | Csúcshelyezések | Csúcshelyezések | Csúcshelyezések | Csúcshelyezések | Csúcshelyezések | Csúcshelyezések | Csúcshelyezések | Csúcshelyezések | Minősítés                                | Album                  |
| Év   | Cím                                                 | GER             | AUT             | BEL (FLA)       | FIN             | NET             | NOR             | SWE             | SWI             | Minősítés                                | Album                  |
| ---- | --------------------------------------------------- | --------------- | --------------- | --------------- | --------------- | --------------- | --------------- | --------------- | --------------- | ---------------------------------------- | ---------------------- |
| 1995 | Captain Jack                                        | 3               | 6               | 2               | -               | 1               | 5               | 50              | 6               | - GER: Platina - NLD: Arany - NOR: Arany | The Mission            |
| 1996 | Drill Instructor                                    | 4               | 6               | 2               | 7               | 1               | -               | 59              | 13              | - GER:Arany                              | The Mission            |
| 1996 | Soldier, Soldier                                    | 11              | 13              | 21              | 6               | 3               | -               | -               | 12              |                                          | The Mission            |
| 1996 | Little Boy                                          | 27              | 31              | 46              | 16              | 10              | -               | -               | 50              |                                          | The Mission            |
| 1996 | Another One Bites the Dust (with Queen Dance Traxx) | 61              | 33              | 41              | 5               | 14              | -               | -               | -               |                                          | Best Hits and New Song |
| 1997 | Together And Forever                                | 56              | 30              | 48              | 9               | 30              | -               | -               | -               |                                          | Operation Dance        |
| 1999 | Get Up! (with Gipsy Kings)                          | 23              | 27              | -               | -               | 68              | -               | -               | -               |                                          | Operation Dance        |
| 1999 | Iko Iko                                             | -               | 16              | -               | -               | -               | -               | -               | 62              |                                          | Party Warrior          |
| 2002 | Give It Up                                          | 61              | -               | -               | -               | -               | -               | -               | -               |                                          | Party Warrior          |
| 2002 | Viva La Vida                                        | 80              | -               | -               | -               | -               | -               | -               | -               |                                          |                        |
| 2010 | People Like To Party                                | 61              | -               | -               | -               | -               | -               | -               | -               |                                          | Cafe Cubar             |